# Gomphurus ventricosus
Gomphurus ventricosus är en trollsländeart som först beskrevs av Walsh 1863.  Gomphurus ventricosus ingår i släktet Gomphurus och familjen flodtrollsländor. Inga underarter finns listade i Catalogue of Life.